# Eric Sneo

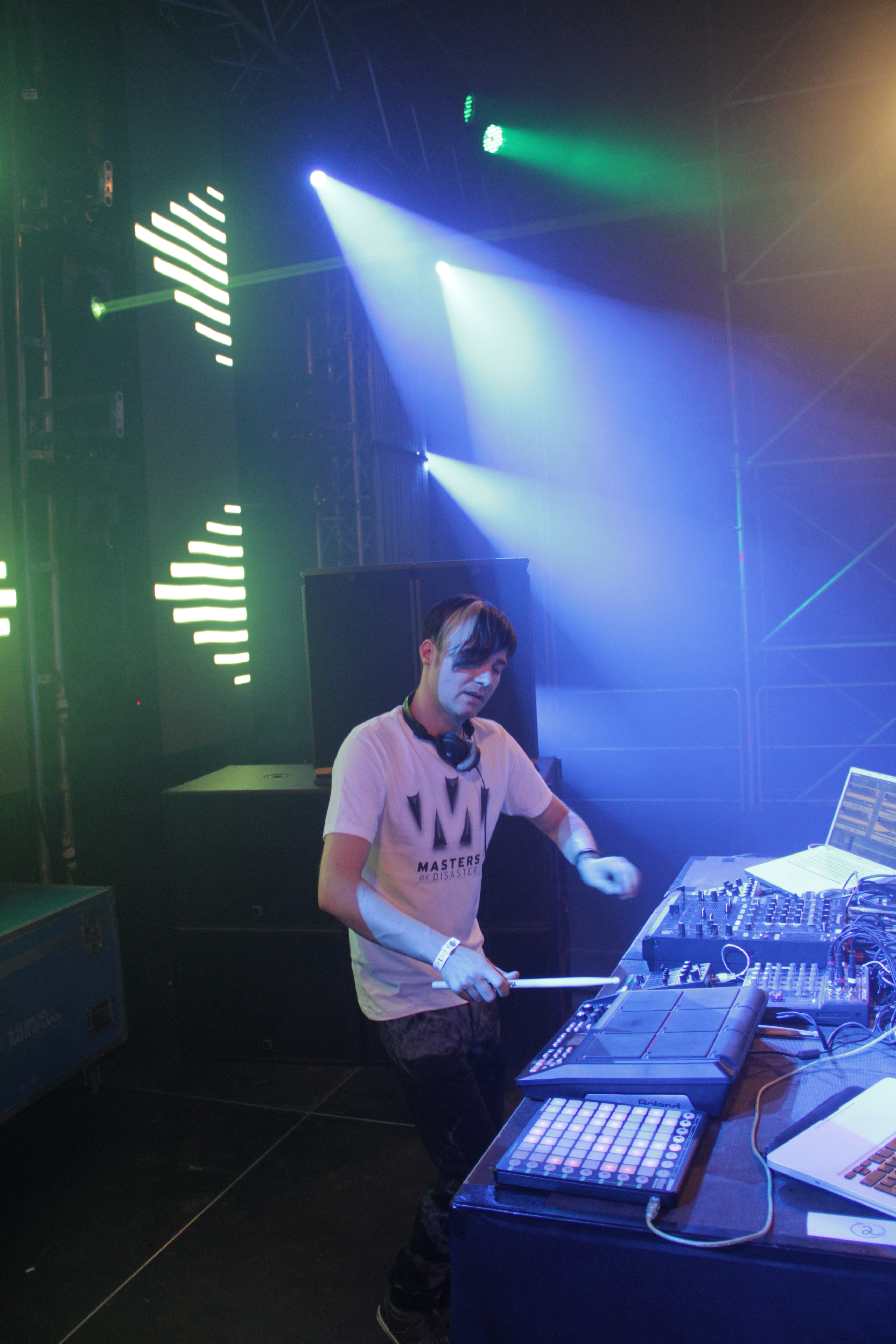
Eric Sneo bei der Nature One 2013

Eric Sneo (bürgerlich Eric Schnecko) ist ein deutscher Techno-DJ, Produzent und Label-Betreiber.
Schon in jungen Jahren war Eric musikalisch engagiert. Er lernte Instrumente wie Drums, Klavier und Akkordeon, die er noch heute des Öfteren in seine Live-Sets einbaut. Seine DJ-Karriere startete er 1994. 1998 wurde er dann Resident im Palazzo in Bingen. Dort fand auch zum ersten Mal eine Party unter dem Motto „Tanz der Familie“ statt.
Er produzierte auch den Song Alles Banane von der RTL Hitparade und war auch bei der Gruppe Captain Jack beteiligt.
2002 gründete er zusammen mit Udo Niebergall die Labels „Masters Of Disaster“ und „Beatdisaster“. Diese veröffentlichten nicht nur seine eigenen Tracks, sondern auch die anderer bekannter Produzenten der Technoszene, wie The Advent, Chris Liebing und DJ Rush.
Zu seinen bekanntesten Hits zählen Ciao Bella, Tanz der Familie 2009 und Tube Tech.
Über Deutschland hinaus bekannt wurde Eric Sneo durch Auftritte bei Festivals wie der Nature One, Mayday oder Electrosonic (Spanien). Dort fiel er vor allem durch seine besondere Performance auf, bei der er eine einzigartige Kombination aus „deejaying“, „live performance and drums“, Percussions und Akkordeon präsentierte. Eine seiner größten Bühnenshows dieser Art ist die „Art of Live“-Show, die im Sommer 2009 auf der Nature One ihr Debüt erlebt hatte.